# Кировский хладокомбинат
Кировский хладокомбинат — кировский производитель мороженого, шербетов, фруктовых льдов и замороженных десертов.
Постройка предприятия начата в 1958 году в рамках реализации постановления Советского правительства «О развитии холодильного хозяйства» того же года. 28 декабря 1959 года принят в эксплуатацию холодильник I очереди на 1091 тонн хранения продуктов. В 1966 году построен холодильник II очереди на 4405 тонн продукции.
В 1986 году за 9 месяцев по индивидуальному проекту был построен цех мороженого. 26 августа 1986 года была выпущена первая партия пломбира «Забава» — на одной из 10, закупленных в Италии, линий мороженого фирмы «Марк».
В сентябре 1993 года предприятие акционировано по программе приватизации. В ноябре 2004 года 51 % акций, принадлежащих Российскому фонду федерального имущества, проданы компании «Движение-Нефтепродукт».

## Ссылки

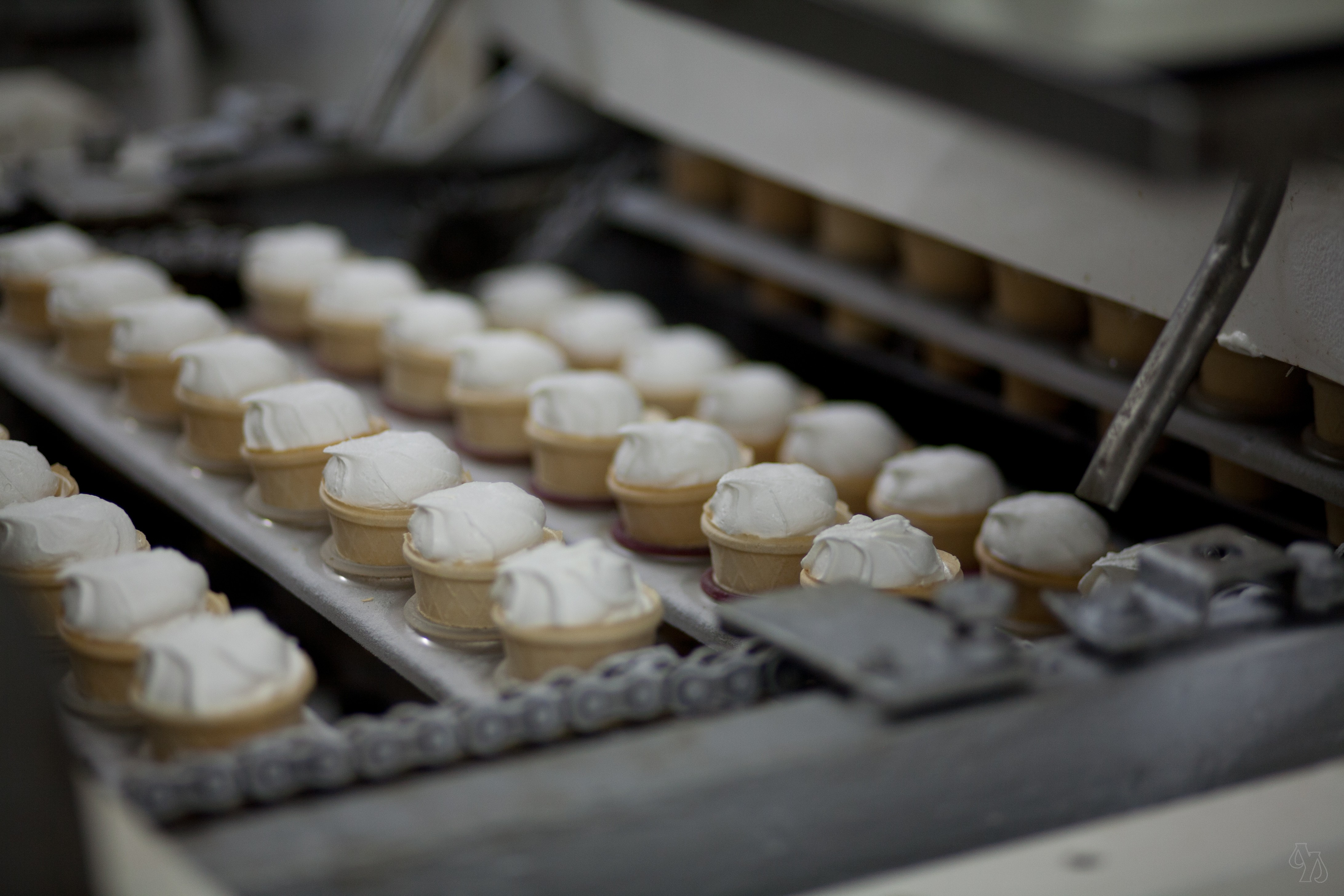
Производство мороженого

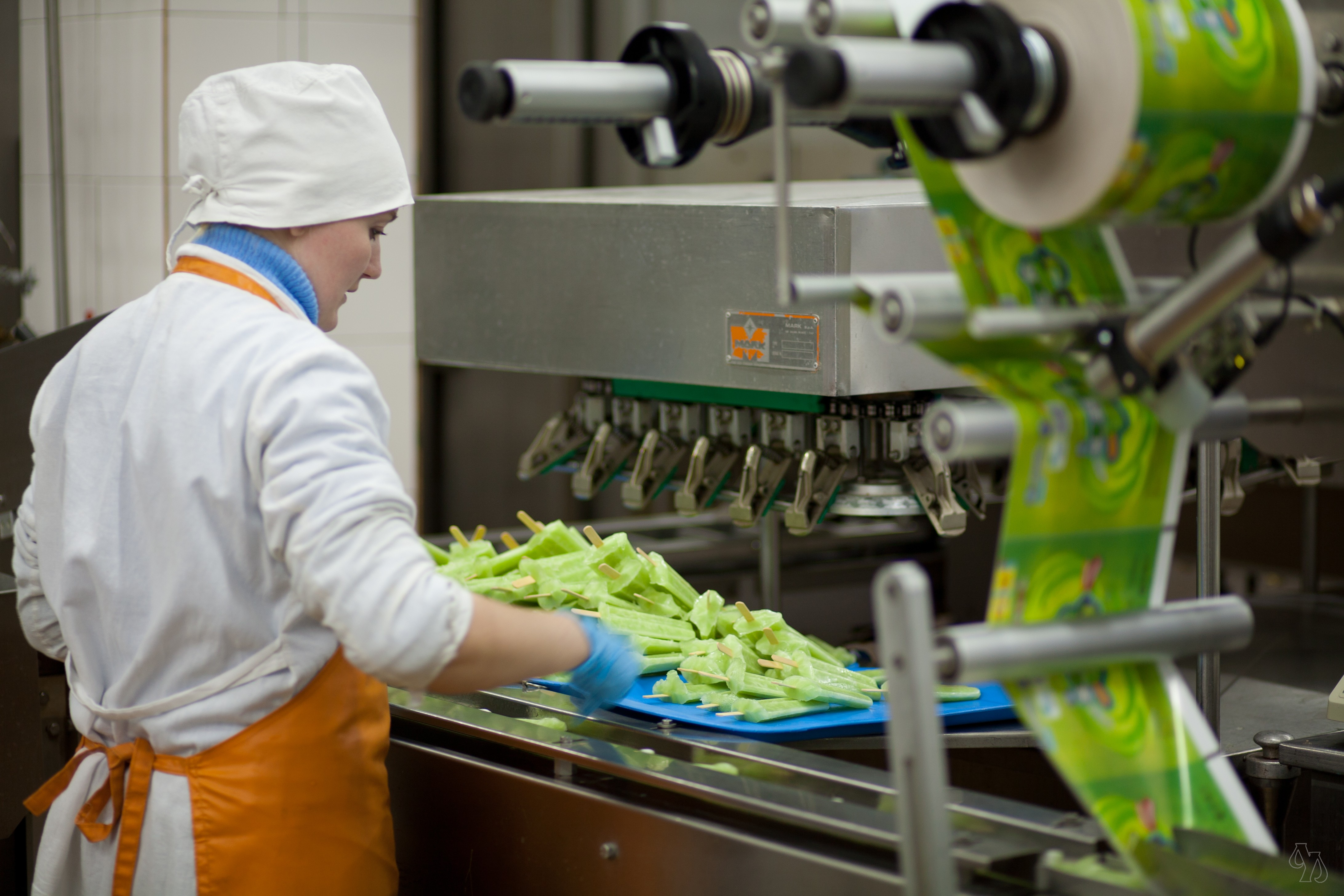
Производство фруктового льда